# أفاتار: النار والرماد
أفاتار 3 (بالإنجليزية: Avatar 3) هو فيلم أمريكي قادم من نوع خيال علمي وملحمي. الفيلم من إخراج وإنتاج جيمس كاميرون الذي شارك في كتابته أيضاً.

## تاريخ الإصدار
تعرض الإصدار السينمائي للفيلم لتسعة تأخيرات، وكان آخرها في 13 يونيو 2023؛ ومن المقرر إصداره في 19 ديسمبر 2025.

## وصلات خارجية
- الموقع الرسمي
- أفاتار 3 على موقع IMDb (الإنجليزية)
- أفاتار 3 على موقع ميتاكريتيك (الإنجليزية)
- أفاتار 3 على موقع روتن توميتوز (الإنجليزية)
- أفاتار 3 على موقع ألو سيني (الفرنسية)
- أفاتار 3 على موقع أول موفي (الإنجليزية)
- أفاتار 3 على موقع بوكس أوفيس موجو (الإنجليزية)
- أفاتار 3 على موقع فيلمافينيتي (الإسبانية)
- أفاتار 3 على موقع قاعدة بيانات الفيلم (الإنجليزية)
- أفاتار 3 على موقع ليتربوكسد (الإنجليزية)
- أفاتار 3 على موقع كينوبويسك (الروسية)